# 岐阜県立木工芸術スクール
岐阜県立木工芸術スクール（ぎふけんりつもっこうげいじゅつスクール）は、岐阜県高山市にある岐阜県が運営する公共職業能力開発施設。
名称にはスクールとなっているが、学校では無く公共職業能力開発施設である。

## 概要
- 木工建築、木工工芸などの技能、知識を取得、及びデザインなどの付加価値を提案できる人材の育成している。
- 2003年（平成15年）に岐阜県立国際たくみアカデミーの開校に伴い、岐阜県立国際たくみアカデミーのブランチ（分校）「岐阜県立国際たくみアカデミー木工芸術スクール」となったが、2018年（平成30年）に分立している。2021年現在、岐阜県立国際たくみアカデミーの姉妹校となっており、公式ウェブサイトは岐阜県立国際たくみアカデミーの公式ウェブサイト内にある。
- 所在地の高山市が古くから木工が盛んであることもあり、飛騨の匠の技術の継承や曲木の授業がある。
- 障がい者委託訓練、離職者委託訓練、在職者訓練も行っている。

## 訓練科
- 木工科（履修期間1年）

## 沿革
- 1946年（昭和21年）10月 - 高山市西之一色町に高山建具補導所を開設。
- 1947年（昭和22年） - 高山建具・家具工職業補導所に改称。家具科を設置。
- 1948年（昭和23年） - 高山建具・家具工公共職業補導所に改称。高山市七日町3丁目81に移転。
- 1950年（昭和25年） - 高山公共職業補導所に改称。家具科を木工科に改称。
- 1958年（昭和33年） - 高山職業訓練所に改称。
- 1965年（昭和40年） - 高山市山田町1523に新築移転。内燃機関整備工科を設置。
- 1969年（昭和44年） - 高山専修職業訓練校に改称。内燃機関整備工科を自動車整備科に改称。
- 1970年（昭和45年） - 建築科を設置。
- 1971年（昭和46年） - 木工科を木工工芸科に改称。
- 1974年（昭和49年） - 高山高等技能専門学校に改称。
- 1978年（昭和53年） - 高山高等技能専門校に改称。
- 1986年（昭和61年） - 現在地に新築移転。
- 1990年（平成2年） - 建築科を建築工匠科に改称。
- 2000年（平成12年） - 自動車整備科を廃止。
- 2003年（平成15年） - 岐阜県立国際たくみアカデミーの開設に伴い、国際たくみアカデミーのブランチ（分校）となる。同時に岐阜県立国際たくみアカデミー木工芸術スクールに改称。
- 2005年（平成17年） - 木工工芸科と建築工匠科を統合し、木工・建築科を設置。木工・建築科内に木工工芸コース、建築工匠コースを設置。
- 2009年（平成21年） - 木工・建築科を木工・建築意匠科に改称。木工工芸コースを木工コース、建築工匠コースを建築コースに改称。
- 2014年（平成26年） - 木工・建築意匠科及び木工・建築意匠科建築コースを廃止。木工コースを木工科に改称。
- 2018年（平成30年） - 岐阜県立国際たくみアカデミーから分立。岐阜県立木工芸術スクールとなる。

## 所在地
- 岐阜県高山市匠ヶ丘町1-123

## 交通
- JR高山本線「高山駅」下車、徒歩約45分。
- 濃飛バス荘川線「産業センター前」バス停より徒歩3分。